# Möser
Möser är en kommun och ort i Landkreis Jerichower Land i förbundslandet Sachsen-Anhalt i Tyskland.
Kommunen bildades den 1 januari 2010 genom en sammanslagning av de tidigare kommunerna Möser, Hohenwarthe, Körbelitz, Lostau, Pietzpuhl och Schermen i den nya kommunen Möser.